# Emblemantha urnulata
Emblemantha urnulata är en viveväxtart som beskrevs av Benjamin Clemens Masterman Stone. Emblemantha urnulata ingår i släktet Emblemantha och familjen viveväxter. Inga underarter finns listade i Catalogue of Life.